# 泰梅爾湖
泰梅爾湖是俄羅斯的湖泊，位於克拉斯諾亞爾斯克邊疆區泰梅爾半島中部，由東至西的長度約165公里。
泰梅爾湖每年9月底至翌年6月結冰，湖中有泥鰍、白鮭等多種極帶魚類。

## 外部連結
- （页面存档备份，存于）
- Taymyr area information and pictures:  （页面存档备份，存于）
- Geological and paleontological data:  （页面存档备份，存于）
- Overexploitation of some fish species:  （页面存档备份，存于）